# 38.ª División de Granaderos SS Nibelungen

Insignia de la división.

La 38 Grenadier divisionen der Waffen SS fue una división de las Waffen-SS creada el 24 de marzo de 1945 con personal y cadetes de la SS-JunkerSchule de Bad-Tölz, así como con unidades freiwilligen (voluntarias) estonias y volksdeutsche.
Su primer comandante fue el SS-Obersturmbannführer Richard Schulze-Kossens (del 6 al 9 de abril de 1945) y el último el SS-Standartenführer Martin Stange (del 12 de abril de 1945 al 8 de mayo del mismo año).
Participa integrada en el XIII SS-Armeekorps en combates defensivos en el frente occidental en las áreas del Isar, Danubio y Alpen-Dornau, Baviera, donde se rendirá a las tropas estadounidenses el 8 de mayo de 1945.

## Orden de combate (abril de 1945)
SS-Panzergrenadier-Regiment 95

3x Battaillon

SS-Panzergrenadier-Regiment 96

4x Battaillon

SS-Artillerie-Regiment 38

1. Abteilung

2. Abteilung

5. Batterie

6. Batterie

SS-Panzerjäger-Abteilung 38

2x Panzerjäger-Kompanie

1x Flak-Kompanie

SS-Pioneer-Abteilung 38

SS-Flak-Abteilung 38

SS-Nachrichten-Abteilung 38

SS-Ausbildung und Ersatz Abteilung 38

SS-Polizei-Bataillon-Siegling

SS-Wirtschafts-Battaillon 38

## Comandantes
- Standartenführer Hans Kempin (1 de marzo de 1945 - 27 de marzo de 1945)
- Obersturmbannführer Richard Schulze-Kossens (27 de marzo de 1945 - 12 de abril de 1945)
- Brigadeführer Martin Stange (12 de abril de 1945 - rendición)